# 신칸바라역
신칸바라역(일본어: 新蒲原駅 신칸바라에키[*])은 일본 시즈오카현 시즈오카시 시미즈구에 있는 도카이 여객철도의 철도역이다.

## 역 구조
상대식 2면 2선 구조의 고가역이다. 후지카와 역이 관리하는 업무 위탁역으로, 영업은 도카이 교통 사업이 대신 하고 있다.

### 승강장
| 1 | ■ 도카이도 본선 | 시즈오카 · 하마마쓰 방면 |
| 2 | ■ 도카이도 본선 | 누마즈 · 아타미 방면     |

## 역사
- 1968년 10월 1일 - 일본국유철도 도카이도 본선 이와부치 역 (지금의 후지카와 역) ~ 간바라 역 사이에 신설 개업.
- 1987년 4월 1일 - 민영화에 따라 도카이 여객철도의 소속이 되었다.
- 2008년 3월 1일 - TOICA의 사용이 개시되었다.

## 인접역
| 도카이 여객철도 도카이도 본선 | 도카이 여객철도 도카이도 본선 | 도카이 여객철도 도카이도 본선 |
| ----------------------------- | ----------------------------- | ----------------------------- |
| 후지카와 아타미 방면          | ■ 도카이도 본선               | 간바라 시즈오카·하마마쓰 방면 |